# Yanis Lhéry
Yanis Lhéry (Tremblay-en-France, 7 maggio 2003) è un calciatore francese, attaccante dell'Alcorcón B.

## Carriera

### Club
Cresciuto nel settore giovanile del Saint-Étienne, debutta in prima squadra il 23 maggio 2021 in occasione dell'incontro di Ligue 1 perso 1-0 contro il Digione.

### Nazionale
Ha giocato nelle nazionali giovanili francesi Under-16 ed Under-17.

## Statistiche

### Presenze e reti nei club
Statistiche aggiornate al 27 novembre 2021.
| Stagione        | Squadra         | Campionato      | Campionato | Campionato | Coppe nazionali | Coppe nazionali | Coppe nazionali | Coppe continentali | Coppe continentali | Coppe continentali | Altre coppe | Altre coppe | Altre coppe | Totale | Totale |
| Stagione        | Squadra         | Comp            | Pres       | Reti       | Comp            | Pres            | Reti            | Comp               | Pres               | Reti               | Comp        | Pres        | Reti        | Pres   | Reti   |
| --------------- | --------------- | --------------- | ---------- | ---------- | --------------- | --------------- | --------------- | ------------------ | ------------------ | ------------------ | ----------- | ----------- | ----------- | ------ | ------ |
| 2020-2021       | Saint-Étienne 2 | N3              | 4          | 0          |                 | -               | -               |                    | -                  | -                  |             | -           | -           | 4      | 0      |
| 2021-2022       | Saint-Étienne 2 | N3              | 7          | 3          |                 | -               | -               |                    | -                  | -                  |             | -           | -           | 7      | 3      |
| 2020-2021       | Saint-Étienne   | L1              | 1          | 0          | CF              | 0               | 0               |                    | -                  | -                  |             | -           | -           | 1      | 0      |
| 2021-2022       | Saint-Étienne   | L1              | 5          | 0          | CF              | 0               | 0               |                    | -                  | -                  |             | -           | -           | 5      | 0      |
| Totale carriera | Totale carriera | Totale carriera | 17         | 3          |                 | 0               | 0               |                    | -                  | -                  |             | -           | -           | 17     | 3      |

## Palmarès

### Competizioni nazionali
- Coppa del Lussemburgo: 1

Progrès Niedercorn: 2023-2024